# Gevlekte aardsnuitkever
De Gevlekte aardsnuitkever (Liophloeus tessulatus) is een keversoort uit de familie Curculionidae. De soort is inheems in Europa. 

## Kenmerken
De gedrongen, sterk gebogen kevers zijn 7 tot 11 millimeter lang. Ze zijn bedekt met lichtgrijze, bruine of koperen schubben. De oneven ruimtes tussen de dekschilden hebben donkere vlekken. Het schild is iets lichter. De proboscis is aan de voorkant iets uitgezet en heeft aan de bovenzijde drie kielen die naar achteren samenkomen. De voorste en middelste dijbenen hebben kleine tandjes. De borstelharen aan de uiteinden van de tibiae zijn zwart.

## Verspreiding
De soort is wijdverspreid in Europa. In het noorden strekt het voorkomen zich uit tot Zuid-Noorwegen, Midden-Zweden en Zuid-Finland. De soort is ook vertegenwoordigd op de Britse eilanden en komt soms veel voor. In Midden-Europa is het naast Liophloeus lentus een van de twee leden van het geslacht.

## Levenswijze
De overwegend nachtelijke kevers worden meestal waargenomen van april tot half juli. De keversoort geeft de voorkeur aan koelere, vochtige habitats. Ze komen vooral voor op klimop (Hedera) en klein hoefblad (Tussilago farfara), maar ook op akkerdistel (Cirsium arvens), weidekervel (Silaum silaus) en berenklauw (Heracleum). De larven ontwikkelen zich op de wortels van deze planten. De ontwikkeling naar de volwassen kever duurt twee jaar. De soort plant zich meestal parthenogenetisch voort, alleen in de bergen kan de voortplanting ook tweeslachtig zijn.

## Taxonomie
De soort werd beschreven in 1776 door Otto Friedrich Müller als Curculio tessulatus. 